# Phyllis Shand Allfrey
Phyllis Shand Allfrey (n. 1908 - d. 1986) a fost o scriitoare din Dominica.